# Enkhuizer doodslag
Het arrest Enkhuizer doodslag (HR 23 januari 2001, NJ 2001/327) is een arrest van de Nederlandse Hoge Raad dat betrekking heeft op doodslag in het verkeer, gebaseerd op de kwalificatie voorwaardelijk opzet.

## Casus
Ronald K., een automobilist, had aanzienlijk te veel alcohol gedronken. Toen hij tijdens het rijden een politiecontrole tegenkwam, probeerde hij hieraan te ontkomen. Hij vluchtte met hoge snelheid en zonder verlichting door de bebouwde kom, waarbij hij drie fietsers aanreed. Twee van hen overleefden dit niet. Ronald K. verklaarde dat zijn enige doel was om uit handen van de politie te blijven. 

## Rechtsvraag
Is er sprake van voorwaardelijke opzet als er iets gebeurt waarvan je wist dat er een grote kans op was en je deze kans bewust hebt aanvaard. (Ja) 

## Procesgang
Ronald K. is in hoger beroep door het hof veroordeeld tot 7 jaar gevangenisstraf wegens doodslag meermalen gepleegd, en poging tot doodslag. Het cassatieberoep is verworpen.

### Hof
Het hof overwoog:

Bewijsoverwegingen

Uit de inhoud van de (...) gebezigde bewijsmiddelen (...) vloeit voort dat verdachte op de desbetreffende vrijdagavond/zaterdagmorgen een aanzienlijke hoeveelheid alcoholhoudende drank heeft genuttigd en vervolgens is gaan autorijden, waarna hij bij een staandehouding door de politie is weggereden uit vrees de nacht in het politiebureau te moeten doorbrengen. Hij heeft –naar eigen zeggen– bij de bepaling van zijn daarop volgende verkeersgedrag slechts voor ogen gehad dat hij zich kost wat kost aan de politie wilde onttrekken.
Hij is daarbij met een aanzienlijk hogere snelheid dan de ter plaatse toegestane maximumsnelheid van 50 kilometer per uur door de bebouwde kom van Enkhuizen gereden, terwijl hij wist dat het daar in het weekend op de desbetreffende tijd meestal druk is, omdat de cafés dan net gesloten zijn. Hij heeft daarbij, op het Westeinde rijdend, bovendien zijn lichten gedoofd, ondanks het feit dat het Westeinde een niet al te brede, slechts aan één zijde –matig– verlichte straat is.
Ondanks het feit dat de drie fietsers achterverlichting voerden en derhalve voor de verdachte zichtbaar moeten zijn geweest, is hij achtereenvolgens tegen elk van hen aangereden.
Na elk van die aanrijdingen heeft verdachte zijn weg vervolgd, waarbij hij bovendien nog tussentijds gas heeft bijgegeven.
Uit de genoemde bewijsmiddelen vloeit derhalve naar het oordeel van het hof voort dat verdachte minstgenomen willens en wetens
de aanmerkelijke kans heeft aanvaard dat hij door zijn rijgedrag de dood van de voormelde fietsers zou veroorzaken.
Het hof acht daarom het aan de verdachte verweten opzet op de dood van de drie fietsers bewezen.

## Hoge Raad

### Eerste middel
Het eerste cassatiemiddel betreft het feit dat de auto van verdachte voortijdig is vernietigd,
zodat deze in hoger beroep niet meer beschikbaar was voor een reconstructie van de aanrijdingen.
Het hof heeft hieraan de consequentie verbonden dat de resultaten uit de reconstructie voor de bewijsvoering buiten
beschouwing zijn gelaten. De stelling dat het hof dit vormverzuim had moeten compenseren met strafvermindering wijst de Hoge Raad van de hand:

omdat het berust op de onjuiste opvatting dat de strekking van art. 359a Sv meebrengt dat de verdachte van een vormverzuim, zoals te dezen door het Hof is vastgesteld, ‘enig profijt moet hebben’.

### Vijfde middel
Het vijfde middel betreft de kwalificatie voorwaardelijk opzet (willens en wetens het risico nemen dat ...).
De Hoge Raad overwoog:

3.3
Het oordeel van het Hof dat de verdachte onder de omstandigheden als vermeld in de gebezigde bewijsmiddelen willens en wetens de aanmerkelijke kans heeft aanvaard dat hij door zijn rijgedrag de dood van de in de bewezenverklaring genoemde fietsers zou veroorzaken, getuigt niet van een onjuiste rechtsopvatting. Dit oordeel is toereikend gemotiveerd.